# Џаспер (национални парк)
Национални парк Џаспер (енгл. Jasper National Park) је највећи национални парк у канадском делу Стеновитих планина. Налази се у провинцији Алберта северно од националног парка Банф са којим се граничи и западно од Едмонтона, административног центра провинције.
Површина парка је 10.878 км². Основан је 14. септембра 1907. као заштићено шумско добро Џаспер а 1930. је канадским законом о националним парковима ово подручје добило и званичан статус националног парка. Парк је током 2011. посетило нешто мање од 2 милиона посетилаца.
Национални парк Џаспер је заједно са свим осталим парковима на канадским Стеновитим планинама Унеско 1984. уврстио у листу светског наслеђа као Паркови канадских Стеновитих планина. Разлог за уврштавање локалитета на ову листу је специфична природа и бројни фосилни налази.
Парк је познат по бројним глечерима (попут Колумбије, Атабаске), геотермалним извворима, глацијалним језерима, водопадима и планинским врховима. Парк се коритом реке Северни Саскачеван одводњава ка Атлантском, а преко Атабаске и Смокија ка Северном леденом океану.
Међу животињским врстама у парку издвајају се вапити, ирваси, лосови, планинска коза, амерички муфлон, гризли, дабар, вук, пума, ждеравац и друге врсте.

## Видет још
- Национални паркови и национални паркови резервати Канаде
- Национални парк
- Алберта